# Ramon Harris
Ramon Harris (Anchorage, 26 maggio 1988) è un cestista statunitense.

## Palmarès
- Campione NBDL (2014)